# Powes Parkop
Powes Parkop (província de Manus, Papua Nova Guinea, 18 de febrer de 1962) és un advocat i polític de Papua Nova Guinea.
Llicenciat en Dret, va exercir en un inici de professor a la Universitat de Papua Nova Guinea, i des de 2007 com a governador de Port Moresby i del Districte provincial de capital nacional. El juliol de 2007 va ser elegit per primera vegada al Parlament Nacional de Papua Nova Guinea. El setembre de 2012 va tornar a ser escollit i, el 2017, novament com a governador per a un tercer mandat. El juny de 2010 va fundar el Partit Socialdemòcrata.